# Michel Van den Bemden
Michel Van den Bemden was een 20e-eeuwse Belgisch tennisser, squasher en hockeyspeler.

## Levensloop
Van den Bemden werd tienmaal Belgisch kampioen in het squash, tevens werd hij tweemaal landskampioen met Royal Beerschot Tennis & Hockey Club in de eerste divisie van het interclubtennis. Daarnaast maakte hij deel uit van het Belgisch hockeyteam dat in 1959 de Nationale trofee voor sportverdienste kreeg toegekend.

## Palmares
- Belgische kampioenschappen squash: 1955, 1956, 1957, 1958, 1959, 1960, 1961, 1962, 1963 en 1967